# Atletismo nos Jogos Pan-Americanos de 1971 - Revezamento 4x400 m feminino
A prova do revezamento 4x400 m feminino nos Jogos Pan-Americanos de 1971 foi realizada em Cali, Colômbia.

## Medalhistas
| Ouro                                                                     | Prata                                                                  | Bronze                                                                       |
| USA Estados Unidos Cheryl Toussaint Esther Stroy Gwen Norman Mavis Laing | CUB Cuba Carmen Trustée Beatriz Castillo Aurelia Pentón Marcela Chibás | JAM Jamaica Yvonne Saunders Ruth Williams Marilyn Neufville Beverly Franklin |

### Final
| Posição           | Nação              | Nomes                                                               | Tempo   | Notas |
| ----------------- | ------------------ | ------------------------------------------------------------------- | ------- | ----- |
| Medalha de ouro   | USA Estados Unidos | Cheryl Toussaint, Esther Stroy, Gwen Norman, Mavis Laing            | 3:32.45 |       |
| Medalha de prata  | CUB Cuba           | Carmen Trustée, Beatriz Castillo, Aurelia Pentón, Marcela Chibás    | 3:34.04 |       |
| Medalha de bronze | JAM Jamaica        | Yvonne Saunders, Ruth Williams, Marilyn Neufville, Beverly Franklin | 3:34.05 |       |
| 4                 | CAN Canadá         |                                                                     | 3:41.23 |       |
| 5                 | COL Colômbia       |                                                                     | 3:50.43 |       |